# Daniel Pi i Noya
Daniel Pi i Noya (Barcelona, 1958) és un enginyer i polític català, diputat al Parlament de Catalunya en la VIII Legislatura.
Enginyer agrònom per la Universitat Politècnica de Catalunya. Ha fet un curs de postgrau sobre estructures comunitàries i un altre sobre anàlisi i avaluació de projectes amb impacte ambiental, a la Universitat Politècnica de Madrid. Ha treballat com a tècnic de la Generalitat, adscrit al Departament d'Agricultura, Ramaderia i Pesca (1982-1983); com a tècnic projectista d'una consultoria d'empreses (1980-1982 i 1983-1985); com a responsable de l'àrea de projectes d'una consultoria del sector agroalimentari (1985-1989) i com a analista d'inversions d'Agrocaixa, divisió de la Caixa d'Estalvis i Pensions de Barcelona especialitzada en el finançament del sector agroindustrial (1989-2006).
És membre d'entitats cíviques (Associació per la Promoció del Transport Públic i associació de veïns), solidàries (Intermón-Oxfam, ACAPS, Tabana i Pont de Solidaritat), de defensa del medi ambient (Greenpeace i GEPEC), culturals (Òmnium Cultural), esportives (AEEF, Club Natació Reus Ploms i Reus Deportiu) i sindicals (CCOO). És membre de l'Institut Català d'Estudis Agraris (ICEA).
Va participar activament en les mobilitzacions antinuclears de la dècada dels 80 i en la campanya en contra de la incorporació a l'OTAN. Milita a Iniciativa per Catalunya (IC) des del 1990 i va ocupar diversos càrrecs a l'estructura local i intercomarcal de l'organització. És membre del Consell Nacional d'Iniciativa per Catalunya Verds (ICV), regidor de l'Ajuntament de Reus del 1997 ençà, és delegat de medi ambient des del 2000, tercer tinent d'alcalde des del 2003 i fou elegit diputat a les eleccions al Parlament de Catalunya de 2006.
Ocupà la presidència del Consorci d'Aigües de Tarragona (CAT) entre l'abril de 2004 i febrer de 2011